# Primeira Liga (2007/2008)
Sezon 2007/2008 portugalskiej Primeira Liga był 70. sezonem od czasu jej powstania. Rozpoczął się 17 sierpnia 2007. Zestawienie kolejek ligowych zostało ogłoszone 12 czerwca 2007. FC Porto obroniło tytuł mistrzowski zdobywając swój 23. tytuł. Sezon zakończył się 11 maja 2008.
Pierwszym strzelcem gola w opisywanym sezonie został Derlei, który zdobyły bramkę w 25. minucie pierwszego meczu sezonu Sporting CP przeciwko Académica Coimbra, który ostatecznie zakończył się rezultatem 4:1 dla Sportingu. Pierwszą czerwoną kartkę otrzymał piłkarz zespołu CD Nacional Rodrigo Silva po tym, jak uderzył łokciem w twarz Carlosa Alexandre Cardoso w pierwszej kolejce ligowej.
Drużyna FC Porto została mistrzem po raz trzeci z rzędu, a tytuł zapewniła sobie w 25. kolejce po zwycięstwie 6:0 nad drużyną Estrela Amadora. 27 kwietnia 2008 drużyna União Leiria straciła szansę na pozostanie w lidze po przegranej 3:1 na własnym stadionie z zaprzyjaźnioną drużyną Leixões SC. W wyniku udowodnienia próby przekupstwa sędziego w sezonie 2003/2004 drużyna Boavista FC została zdegradowana do niższej klasy, tym samym pozwalając na utrzymanie się w lidze przedostatniej drużynie FC Paços de Ferreira.

## Spadki oraz Awanse

### Drużyny które spadły doLiga de Honra
- Desportivo das Aves
- Beira Mar

Desportivo das Aves oraz Beira-Mar były beniaminkami w I lidze portugalskiej i awansowały do niej w sezonie 2005/2006.

### Drużyny które awansowały do Liga de Honra
- Leixões SC
- Vitória Guimarães

Desportivo das Aves oraz Beira-Mar zostały zastąpione przez drużyny awansujące z Liga de Honra. Pierwsza z nich Leixões SC, która wywalczyła pierwsze miejsce w drugiej lidze, powróciła do najwyższej klasy rozgrywkowej po raz pierwszy od 1989 roku. Druga z nich Vitória Guimarães uzyskała awans po zaledwie rocznym pobycie w Liga de Honra.

## Informacje o klubach
| Klub                 | Trener             | Miasto            | Stadion                                            | sezon 2006/2007       |
| -------------------- | ------------------ | ----------------- | -------------------------------------------------- | --------------------- |
| Académica Coimbra    | Domingos Paciência | Coimbra           | Estádio Cidade de Coimbra                          | 13. miejsce w lidze   |
| CF Os Belenenses     | Jorge Jesus        | Lisbon            | Estádio do Restelo                                 | 5. miejsce w lidze    |
| SL Benfica           | Fernando Chalana   | Lisbon            | Estádio do Sport Lisboa e Benfica (Estádio da Luz) | 3. miejsce w lidze    |
| Boavista FC          | Jaime Pacheco      | Porto             | Estádio do Bessa – Século XXI                      | 9. miejsce w lidze    |
| SC Braga             | Jorge Costa        | Braga             | Estádio AXA (Estádio Municipal de Braga)           | 4. miejsce w lidze    |
| Estrela Amadora      | Daúto Faquirá      | Amadora           | Estádio José Gomes                                 | 10. miejsce w lidze   |
| União Leiria         | Paulo Duarte       | Leiria            | Estádio Municipal de Leiria Dr. Magalhães Pessoa   | 7. miejsce w lidze    |
| Leixões SC           | Carlos Brito       | Matosinhos        | Estádio do Mar                                     | 1. miejsce w II lidze |
| CS Marítimo          | Sebastião Lazaroni | Funchal           | Estádio dos Barreiros                              | 12. miejsce w lidze   |
| CD Nacional          | Predrag Jokanović  | Funchal           | Estádio da Madeira                                 | 8. miejsce w lidze    |
| Naval 1º Maio        | Ulisses Morais     | Figueira da Foz   | Estádio Municipal José Bento Pessoa                | 11. miejsce w lidze   |
| FC Paços de Ferreira | José Mota          | Paços de Ferreira | Estádio da Mata Real                               | 6. miejsce w lidze    |
| FC Porto             | Jesualdo Ferreira  | Porto             | Estádio do Dragão                                  | 1. miejsce w lidze    |
| Sporting CP          | Paulo Bento        | Lisbon            | Estádio José Alvalade – Século XXI                 | 2. miejsce w lidze    |
| Vitória Guimarães    | Carlos Carvalhal   | Guimarães         | Estádio D. Afonso Henriques                        | 2. miejsce w II lidze |
| Vitória Setúbal      | Manuel Cajuda      | Setúbal           | Estádio do Bonfim                                  | 14. miejsce w lidze   |

### Zmiany trenerów
| Klub              | Zwolniony trener | Data zwolnienia | Zastępujący          | Data zatrudnienia | Przypis     |
| ----------------- | ---------------- | --------------- | -------------------- | ----------------- | ----------- |
| SL Benfica        | Fernando Santos  | 2007-08-20      | José Antonio Camacho | 2007-08-20        | [ 1 ] [ 2 ] |
| Académica Coimbra | Manuel Machado   | 2007-09-10      | Domingos             | 2007-09-11        | [ 3 ] [ 4 ] |
| Naval 1º Maio     | Francisco Chaló  | 2007-09-16      | Ulisses Morais       | 2007-10-04        | [ 5 ]       |

## Tabela
| Lp. | Drużyna               | M  | Z  | R  | P  | Bramki | Bramki | Różn. | Pkt | Uwagi                                         |
| --- | --------------------- | -- | -- | -- | -- | ------ | ------ | ----- | --- | --------------------------------------------- |
| 1   | FC Porto1 (M)         | 30 | 24 | 3  | 3  | 60     | 13     | +47   | 69  | Liga Mistrzów UEFA • Faza grupowa             |
| 2   | Sporting CP           | 30 | 16 | 7  | 7  | 46     | 28     | +18   | 55  | Liga Mistrzów UEFA • Faza grupowa             |
| 3   | Vitória Guimarães     | 30 | 15 | 8  | 7  | 35     | 31     | +4    | 53  | Liga Mistrzów UEFA • III runda kwalifikacyjna |
| 4   | SL Benfica            | 30 | 13 | 13 | 4  | 45     | 21     | +24   | 52  | Puchar UEFA • I runda                         |
| 5   | CS Marítimo           | 30 | 14 | 4  | 12 | 38     | 26     | +12   | 46  | Puchar UEFA • I runda                         |
| 6   | Vitória Setúbal       | 30 | 11 | 12 | 7  | 37     | 33     | +4    | 45  | Puchar UEFA • I runda                         |
| 7   | SC Braga              | 30 | 10 | 11 | 9  | 32     | 34     | −2    | 41  | Puchar Intertoto • III runda                  |
| 8   | CF Os Belenenses2     | 30 | 11 | 10 | 9  | 37     | 33     | +4    | 40  |                                               |
| 9   | Boavista FC3 (S)      | 30 | 8  | 12 | 10 | 32     | 41     | −9    | 36  | Spadek do Ligi de Honra                       |
| 10  | CD Nacional           | 30 | 9  | 8  | 13 | 23     | 28     | −5    | 35  |                                               |
| 11  | Naval 1º Maio         | 30 | 9  | 7  | 14 | 26     | 47     | −21   | 34  |                                               |
| 12  | Académica Coimbra     | 30 | 6  | 14 | 10 | 31     | 38     | −7    | 32  |                                               |
| 13  | Estrela Amadora       | 30 | 6  | 13 | 11 | 29     | 41     | −12   | 31  |                                               |
| 14  | Leixões SC            | 30 | 4  | 14 | 12 | 27     | 37     | −10   | 26  |                                               |
| 15  | FC Paços de Ferreira3 | 30 | 6  | 7  | 17 | 31     | 49     | −18   | 25  |                                               |
| 16  | União Leiria (S)      | 30 | 3  | 7  | 20 | 25     | 53     | −28   | 16  | Spadek do Ligi de Honra                       |

## Wyniki
| Gospodarz \ Gość     | ACA | BEL | BEN | BOA | EST | LEI | MAR | NAC | NAV  | PAÇ | POR | SCP | BRA | ULE | VGU | VSE |
| Académica Coimbra    |     | 0:0 | 1:3 | 1:1 | 3:3 | 1:1 | 1:0 | 1:0 | 1:1  | 1:0 | 0:1 | 1:1 | 3:3 | 1:1 | 0:0 | 0:0 |
| CF Os Belenenses     | 0:0 |     | 1:0 | 2:3 | 0:0 | 1:1 | 1:3 | 1:1 | 0:32 | 1:0 | 1:2 | 1:0 | 0:2 | 2:1 | 1:1 | 5:0 |
| SL Benfica           | 0:3 | 2:0 |     | 6:1 | 3:0 | 0:0 | 2:1 | 0:0 | 3:0  | 4:1 | 0:1 | 0:0 | 1:1 | 2:2 | 0:0 | 3:0 |
| Boavista FC          | 0:0 | 2:4 | 0:0 |     | 2:1 | 0:0 | 0:2 | 1:0 | 2:0  | 4:3 | 0:0 | 2:0 | 0:0 | 3:1 | 3:2 | 3:3 |
| Estrela Amadora      | 3:1 | 0:2 | 0:0 | 0:0 |     | 2:0 | 1:1 | 0:1 | 3:1  | 1:0 | 2:2 | 0:2 | 1:1 | 4:2 | 4:1 | 0:1 |
| Leixões SC           | 2:2 | 1:2 | 1:1 | 2:2 | 0:0 |     | 0:1 | 1:1 | 0:1  | 1:0 | 1:2 | 1:1 | 3:0 | 2:1 | 2:2 | 1:1 |
| CS Marítimo          | 2:0 | 2:0 | 1:1 | 2:0 | 1:1 | 2:1 |     | 1:0 | 0:1  | 3:1 | 0:3 | 1:2 | 4:1 | 2:0 | 0:1 | 0:0 |
| CD Nacional          | 0:3 | 1:2 | 0:3 | 2:0 | 0:0 | 1:0 | 0:2 |     | 2:0  | 1:2 | 1:0 | 0:0 | 0:1 | 2:0 | 1:0 | 0:0 |
| Naval 1º Maio        | 0:1 | 1:1 | 0:2 | 1:0 | 1:1 | 2:1 | 0:3 | 1:1 |      | 2:1 | 0:2 | 1:4 | 1:1 | 1:0 | 1:4 | 0:0 |
| FC Paços de Ferreira | 1:1 | 1:2 | 1:2 | 1:1 | 2:1 | 1:1 | 3:1 | 1:0 | 2:2  |     | 0:2 | 0:1 | 0:2 | 2:1 | 2:2 | 2:1 |
| FC Porto             | 1:0 | 1:1 | 2:0 | 2:0 | 6:0 | 3:0 | 1:0 | 0:3 | 1:0  | 3:0 |     | 1:0 | 4:0 | 4:0 | 2:0 | 2:0 |
| Sporting CP          | 4:1 | 1:0 | 1:1 | 2:1 | 2:0 | 2:0 | 2:1 | 4:1 | 4:1  | 2:1 | 2:0 |     | 2:0 | 1:1 | 3:0 | 2:2 |
| SC Braga             | 2:1 | 1:1 | 0:0 | 0:0 | 2:1 | 0:0 | 2:1 | 1:0 | 1:1  | 2:1 | 1:2 | 3:0 |     | 0:1 | 0:0 | 2:3 |
| União Leiria         | 3:1 | 1:2 | 1:2 | 0:0 | 0:0 | 1:3 | 1:2 | 1:3 | 0:2  | 1:1 | 0:3 | 4:1 | 0:0 |     | 0:1 | 0:2 |
| Vitória Guimarães    | 2:1 | 1:0 | 1:3 | 1:0 | 4:0 | 2:1 | 1:0 | 1:0 | 1:0  | 0:0 | 0:5 | 2:0 | 1:0 | 2:1 |     | 1:1 |
| Vitória Setúbal      | 3:1 | 1:1 | 1:1 | 3:1 | 0:0 | 2:0 | 1:0 | 1:1 | 1:2  | 3:1 | 1:2 | 1:0 | 3:1 | 2:0 | 0:1 |     |

Źródło: [www.lpfp.pt/]
Objaśnienia:
1Drużyna gospodarzy jest wymieniona po lewej stronie tabeli.
Kolory: zielony – zwycięstwo gospodarzy, żółty – remis, różowy – zwycięstwo gości.
2Belenenses 0-3 Naval przyznano walkower za grę nieuprawnionego zawodnika

## Statystyka sezonu

### Bramki
- Pierwszy gol sezonu: Derlei dla zespołu Sportingu w meczu z Académica de Coimbra (17 sierpnia 2007)
- Najszybciej zdobyty gol w meczu: Kanu (w 2 minucie) dla drużyny C.S. Marítimo w meczu przeciwko Boavista FC (26 sierpnia 2007)
- Najpóźniej zdobyty gol w meczu: Udo Nwoko (90'+3') dla drużyny Leixões w meczu przeciwko Benfice (18 sierpnia 2007)
- Najwyższy rezultat: 6-0 w meczu drużyn FC Porto z Est.Amadora (28 kwietnia 2008)
- Pierwszy hat-trick: Lito dla drużyny Académiki w meczu przeciwko Estreli (4 listopada 2007)
- Najwięcej bramek w meczu - 7:
  - Benfica 6-1 Boavista FC (11 listopada 2007)
  - Boavista FC 4 - 3 FC Paços de Ferreira (3 lutego 2008)

### Kartki
- Pierwsza żółta kartka: Pedro Roma w meczu Académica przeciwko Sportingowi (17 sierpnia 2007)
- Pierwsza czerwona kartka: Rodrigo Silva w meczu Nacionalu przeciwko Estrela da Amadora (18 sierpnia 2007)

## Strzelcy
24 bramki
- Lisandro López (FC Porto)

13 bramek
- Óscar Cardozo (Benfica)

12 bramek
- Weldon (Belenenses)

11 bramek
- Wesley (Paços de Ferreira)
- Liédson (Sporting CP)
- Roland Linz (Sporting Braga)

10 bramek
- Marcelinho (Naval 1º de Maio)

9 bramek
- Lito (Académica)

Źródło: zerozero.pt

## Nagrody

### Piłkarz sezonu 2007/2008
| Nazwisko       | Drużyna  | Statystyka | Statystyka | Statystyka |
| Nazwisko       | Drużyna  | występy    | bramki     |            |
| -------------- | -------- | ---------- | ---------- | ---------- |
| Lisandro López | FC Porto | 27         | 24         |            |